# 法蘭西絲卡·科比特
法蘭西絲卡·科比特（英語：Francesca Corbett，2005年6月3日—），美國女子羽毛球運動員。她與艾莉森·李在2023年世界青年羽毛球錦標賽奪得女雙亞軍，為美國奪得首面羽球世青賽獎牌。

## 簡歷
法蘭西絲卡·科比特是華人和歐洲人混血，來自加州福斯特城，六歲開始參加羽毛球比賽，青少年時期多次在泛美洲青少年賽事獲獎，包括2015年U11、2017年U13、2019年U15女單和女雙冠軍，及2021年U19女雙冠軍，除2015年以外，女雙搭檔皆為艾莉森·李。2019年，科比特／李奪得美國全國羽毛球錦標賽女雙冠軍，並成為賽史最年輕的奪冠組合。2020年2月，兩人入選2020年泛美洲羽毛球男女子團體錦標賽美國代表隊，最終奪得女子團體亞軍。

### 2021年

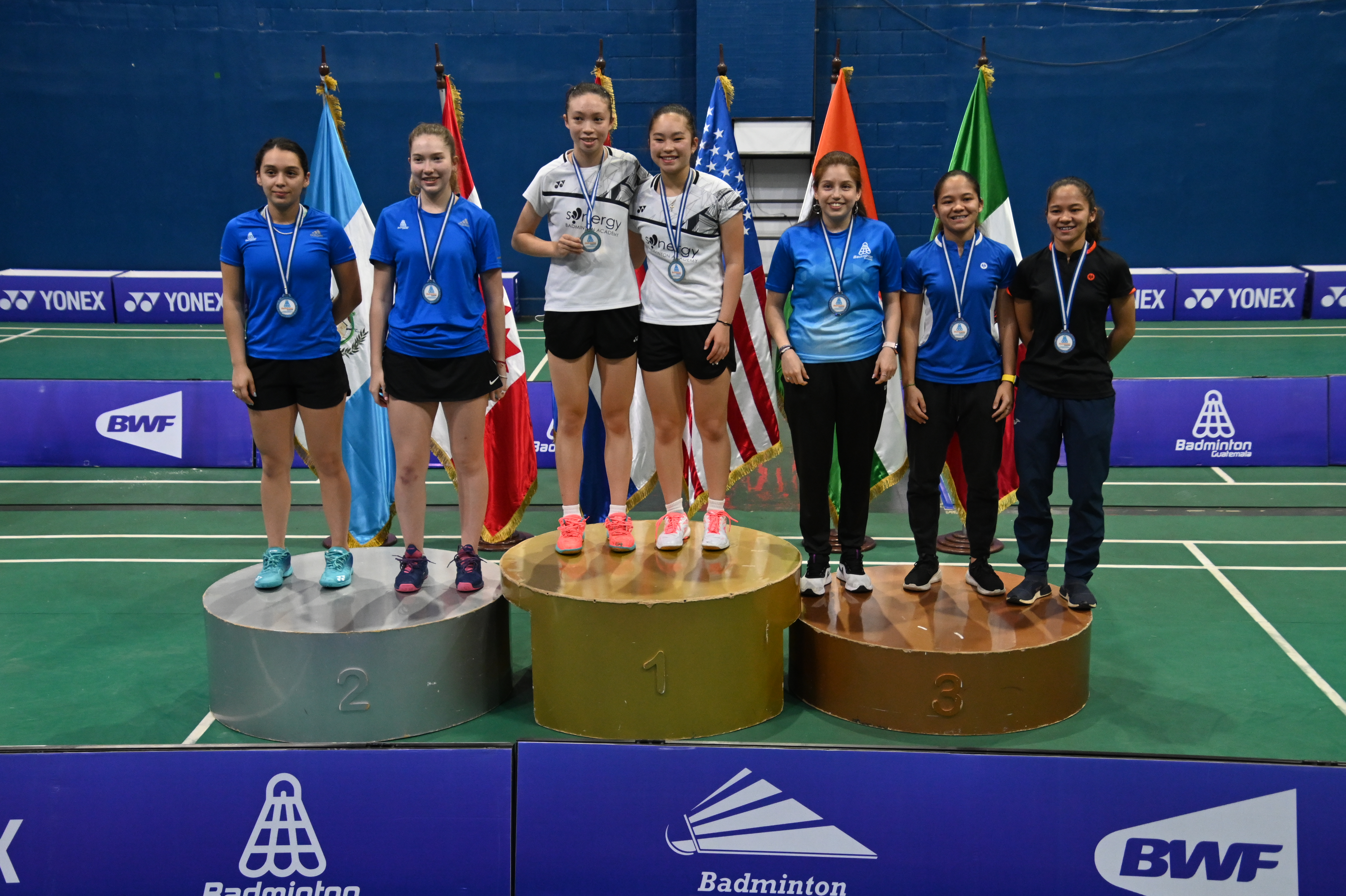
法蘭西絲卡·科比特在2021年瓜地馬來國際系列賽奪得職業賽首冠

2021年5月，科比特／李在泛美洲羽毛球錦標賽女雙決賽以0比2（12-21、7-21）不敵加拿大的雷切尔·洪德里克／蔡宛廷，獲得亞軍。返回美國後，科比特在全國青少年錦標賽奪下U19女雙、U17混雙冠軍以及U19女單冠軍。
7月，科比特在泛美洲青年羽毛球錦標賽混合團體、U19女子雙打奪冠，同時在U17級別混雙賽事奪銅。9月，法蘭西絲卡·科比特／艾莉森·李在瓜地馬拉國際系列賽奪得生涯第一座職業賽冠軍。

### 2022年
2022年，科比特作為美國隊一員，在2月舉行的泛美洲羽毛球女子團體錦標賽奪冠。4月，奪得泛美洲羽毛球錦標賽女雙季軍。8月，科比特與搭檔艾莉森·李於世界羽毛球錦標賽出賽；兩人於女子雙打項目首輪賽事以18－21、3－21不敵蘇格蘭組合茱莉·麦克弗森／席亚拉·托兰斯，止步64強。

### 2023年
2023年4月，科比特與艾莉森·李在泛美洲羽毛球錦標賽女子雙打決賽不敵加拿大的蔡卓如／吳宛菱，第二度奪亞。10月，兩人在世界青年羽毛球錦標賽八強賽以1比2（17-21、21-17、21-17）擊敗臺灣組合謝宜恩／林于顥，晉級準決賽，成為首次在世界青年羽毛球錦標賽奪牌的美國選手；兩人在準決賽戰勝日本的須藤海妃／山北奈緒，闖入決賽，最終以1比2（21-12、13-21、15-21）不敵同樣來自日本的田口真彩／玉木亜彌，獲得亞軍。
12月初，科比特與李在薩爾瓦多國際賽奪得全年第一座冠軍，同時搭檔陳子亦闖進混雙準決賽。

## 主要比賽成績
只列出曾進入準決賽的國際賽事成績：
| 年份   | 賽事                         | 公開賽級別 | 項目     | 搭檔      | 成績   |
| ------ | ---------------------------- | ---------- | -------- | --------- | ------ |
| 2020年 | 泛美洲羽毛球男女子團體錦標賽 | 其他       | 女子團體 | －        | 亞軍   |
| 2021年 | 泛美洲羽毛球錦標賽           | 其他       | 女子雙打 | 艾莉森·李 | 亞軍   |
| 2021年 | 泛美洲青年羽毛球錦標賽       | 其他       | 混合團體 | －        | 冠軍   |
| 2021年 | 泛美洲青年羽毛球錦標賽       | 其他       | 女子雙打 | 艾莉森·李 | 冠軍   |
| 2021年 | 危地馬拉羽毛球國際系列賽     | 國際系列賽 | 女子單打 | －        | 準決賽 |
| 2021年 | 危地馬拉羽毛球國際系列賽     | 國際系列賽 | 女子雙打 | 艾莉森·李 | 冠軍   |
| 2022年 | 泛美洲羽毛球男女子團體錦標賽 | 其他       | 女子團體 | －        | 冠軍   |
| 2022年 | 泛美洲羽毛球錦標賽           | 其他       | 女子雙打 | 艾莉森·李 | 季軍   |
| 2023年 | 泛美洲羽毛球錦標賽           | 其他       | 女子雙打 | 艾莉森·李 | 亞軍   |
| 2023年 | 墨西哥羽毛球國際挑戰賽       | 國際挑戰賽 | 女子雙打 | 艾莉森·李 | 亞軍   |
| 2023年 | 危地馬拉羽毛球國際挑戰賽     | 國際挑戰賽 | 女子雙打 | 艾莉森·李 | 準決賽 |
| 2023年 | 世界青年羽毛球錦標賽         | 其他       | 女子雙打 | 艾莉森·李 | 亞軍   |
| 2023年 | 薩爾瓦多羽毛球國際賽         | 國際挑戰賽 | 女子雙打 | 艾莉森·李 | 冠軍   |
| 2023年 | 薩爾瓦多羽毛球國際賽         | 國際挑戰賽 | 混合雙打 | 陳子亦    | 準決賽 |
| 2024年 | 阿塞拜疆羽毛球國際賽         | 國際挑戰賽 | 女子雙打 | 艾莉森·李 | 準決賽 |
| 2024年 | 泛美洲羽毛球男女子團體錦標賽 | 其他       | 女子團體 | －        | 亞軍   |
| 2024年 | 烏干達羽毛球國際挑戰賽       | 國際挑戰賽 | 女子雙打 | 艾莉森·李 | 亞軍   |
| 2024年 | 泛美洲羽毛球錦標賽           | 其他       | 女子雙打 | 艾莉森·李 | 冠軍   |

| 2018-2026年 | 總決賽 | 超級1000賽 | 超級750賽 | 超級500賽 | 超級300賽 | 超級100賽 | 國際挑戰賽 | 國際系列賽 | 未來系列賽 | 其他 |

### 奧運會和世錦賽參賽紀錄
|          | 搭檔      | 2022 | 2023 |
| -------- | --------- | ---- | ---- |
| 女子雙打 | 艾莉森·李 | 64強 | 32強 |

## 外部連結
- 法蘭西絲卡·科比特在BWFBadminton.com（英语）
- 法蘭西絲卡·科比特在BWF.TournamentSoftware.com（英语）
- 法蘭西絲卡·科比特在Flashscore（英语）
- 法蘭西絲卡·科比特的Instagram帳戶